# John Stockdale Rhea
John Stockdale Rhea (* 9. März 1855 in Russellville, Logan County, Kentucky; † 29. Juli 1924 ebenda) war ein US-amerikanischer Politiker. Zwischen 1897 und 1905 vertrat er zweimal den Bundesstaat Kentucky im US-Repräsentantenhaus.

## Werdegang
John Rhea besuchte nach der Grundschule das Bethel College in Russellville. Danach studierte er an der Washington and Lee University in Lexington (Virginia). Nach einem anschließenden Jurastudium und seiner Zulassung als Rechtsanwalt begann er ab 1873 in diesem Beruf zu arbeiten. In den Jahren 1878 und 1882 fungierte er als Staatsanwalt im Logan County. Politisch war Rhea Mitglied der Demokratischen Partei. In den Jahren 1884 und 1888 war er einer der demokratischen Wahlmänner bei den Präsidentschaftswahlen. Dabei stimmte er jeweils für Grover Cleveland. 1892 und 1896 war er Delegierter zu den Democratic National Conventions, auf denen Grover Cleveland sowie später William Jennings Bryan als Präsidentschaftskandidaten nominiert wurden.
Bei den Kongresswahlen des Jahres 1896 wurde Rhea im dritten Wahlbezirk von Kentucky in das US-Repräsentantenhaus in Washington, D.C. gewählt, wo er am 4. März 1897 die Nachfolge von W. Godfrey Hunter von der Republikanischen Partei an. 1898 und 1900 wurde Rhea jeweils bestätigt. Allerdings wurde die Wahl des Jahres 1900 von J. McKenzie Moss angefochten. Als diesem Einspruch stattgegeben wurde, musste Rhea am 25. März 1902 sein Mandat an Moss abgegeben. In seine bisherige Amtszeit fiel der Spanisch-Amerikanische Krieg.
Bei den Wahlen des Jahres 1902  schaffte Rhea die Rückkehr in den Kongress. Dort verdrängte er McKenzie Moss wieder aus dem Amt. Bis zum 3. März 1905 konnte Rhea eine weitere reguläre Legislaturperiode im Kongress absolvieren. Für die Wahlen des Jahres 1904 verzichtete er auf eine erneute Kandidatur. In der Folge praktizierte John Rhea wieder als Anwalt. Zwischen 1913 und 1922 amtierte er als Bezirksrichter. Er starb am 29. Juli 1924 in seinem Geburtsort Russellville.